# BBC Radio Sheffield
BBC Radio Sheffield – brytyjska stacja radiowa, należąca do publicznego nadawcy radiowo-telewizyjnego BBC i pełniąca w jego sieci rolę stacji lokalnej dla hrabstwa South Yorkshire i północnej części hrabstwa Derbyshire. Rozgłośnia została uruchomiona 15 listopada 1967, obecnie można jej słuchać w analogowym i cyfrowym przekazie naziemnym oraz w Internecie.
Audycje własne stacji produkowane są w ośrodku BBC w Sheffield. Poza nimi na antenie można usłyszeć programy siostrzanej stacji BBC Radio Leeds, a w nocy także ogólnokrajowego BBC Radio 5 Live. 